# Muzeray
Muzeray és un municipi francès situat al departament del Mosa i a la regió del Gran Est. L'any 2007 tenia 121 habitants.

## Demografia

### Població
El 2007 la població de fet de Muzeray era de 121 persones. Hi havia 46 famílies, de les quals 16 eren unipersonals (8 homes vivint sols i 8 dones vivint soles), 11 parelles sense fills i 19 parelles amb fills.
La població ha evolucionat segons el següent gràfic:
Habitants censats

### Habitatges
El 2007 hi havia 58 habitatges, 48 eren l'habitatge principal de la família, 4 eren segones residències i 7 estaven desocupats. Tots els 58 habitatges eren cases. Dels 48 habitatges principals, 45 estaven ocupats pels seus propietaris, 2 estaven llogats i ocupats pels llogaters i 1 estava cedit a títol gratuït; 2 tenien dues cambres, 4 en tenien tres, 16 en tenien quatre i 26 en tenien cinc o més. 43 habitatges disposaven pel capbaix d'una plaça de pàrquing. A 25 habitatges hi havia un automòbil i a 16 n'hi havia dos o més.

### Piràmide de població
La piràmide de població per edats i sexe el 2009 era:
| Homes | Edats   | Dones |
| ----- | ------- | ----- |
| 0     | 95 o +  | 0     |
| 0     | 90 a 94 | 0     |
| 0     | 85 a 89 | 0     |
| 0     | 80 a 84 | 0     |
| 0     | 75 a 79 | 0     |
| 12    | 70 a 74 | 8     |
| 4     | 65 a 69 | 4     |
| 4     | 60 a 64 | 0     |
| 4     | 55 a 59 | 4     |
| 4     | 50 a 54 | 4     |
| 4     | 45 a 49 | 4     |
| 4     | 40 a 44 | 8     |
| 0     | 35 a 39 | 0     |
| 4     | 30 a 34 | 0     |
| 8     | 25 a 29 | 4     |
| 4     | 20 a 24 | 0     |
| 8     | 15 a 19 | 0     |
| 4     | 10 a 14 | 0     |
| 4     | 5 a 9   | 0     |
| 0     | 0 a 4   | 4     |

## Economia
El 2007 la població en edat de treballar era de 66 persones, 53 eren actives i 13 eren inactives. De les 53 persones actives 50 estaven ocupades (29 homes i 21 dones) i 3 estaven aturades (1 home i 2 dones). De les 13 persones inactives 7 estaven jubilades, 1 estava estudiant i 5 estaven classificades com a «altres inactius».

### Ingressos
El 2009 a Muzeray hi havia 49 unitats fiscals que integraven 127 persones, la mediana anual d'ingressos fiscals per persona era de 20.790 €.

### Activitats econòmiques
Dels 3 establiments que hi havia el 2007, 1 era d'una empresa de fabricació d'altres productes industrials, 1 d'una empresa de construcció i 1 d'una empresa d'hostatgeria i restauració.
Dels 2 establiments de servei als particulars que hi havia el 2009, 1 era un taller de reparació d'automòbils i de material agrícola i 1 restaurant.
L'any 2000 a Muzeray hi havia 6 explotacions agrícoles.

## Poblacions més properes
El següent diagrama mostra les poblacions més properes.